# Juan María Vázquez García
Juan María Vázquez García, né le 9 août 1953 à Castuera, est un homme politique espagnol membre du Parti socialiste ouvrier espagnol (PSOE).

## Biographie

### Vie privée
Il est marié et père d'une fille et deux fils.

### Profession
Il est ingénieur agronome et fonctionnaire technique.

### Activités politiques
Il est maire de Castuera de 1983 à 1999 et président de la députation provinciale de Badajoz de 1999 à 2007.
Le 20 novembre 2011, il est élu sénateur pour Badajoz au Sénat et réélu en 2015 et 2016.